# ادموند لو
ادموند لووی (انگلیسی: Edmund Dantes Lowe; ۳ مارس ۱۸۹۰ – ۲۱ آوریل ۱۹۷۱) یک هنرپیشه اهل ایالات متحده آمریکا بود. وی بین سال‌های ۱۹۱۵ تا ۱۹۶۰ میلادی فعالیت می‌کرد.

## گزیده فیلمشناسی
از فیلم‌ها یا برنامه‌های تلویزیونی که وی در آن نقش داشته‌است می‌توان به آثار زیر اشاره کرد.
- افتخار دیگر ارزشی ندارد (۱۹۲۶)
- در لباسی خیره‌کننده (۱۹۲۸)
- در آریزونای قدیم (۱۹۲۹)
- هفت گناهکار (فیلم ۱۹۳۶) (۱۹۳۶)
- جاسوسی (فیلم) (۱۹۳۷)
- دیلینجر (فیلم ۱۹۴۵) (۱۹۴۵)
- دور دنیا در هشتاد روز (فیلم ۱۹۵۶) (۱۹۵۶)
- نشان عقاب (۱۹۵۷)
- تلاش واپسین (۱۹۵۸)